# Werner Körte (Mediziner)

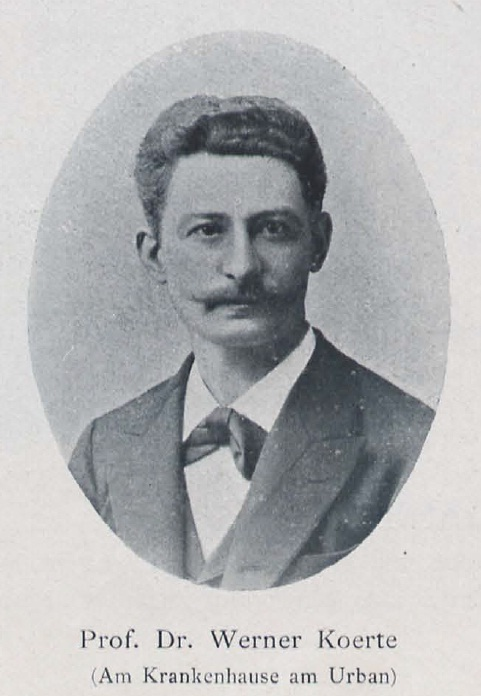
Werner Körte (1901)

Friedrich Emil Werner Körte (* 21. Oktober 1853 in Berlin; † 3. Dezember 1937 ebenda) war ein deutscher Chirurg und Hochschullehrer, der um 1898 grundlegende Arbeiten zur Pankreaschirurgie lieferte.

## Leben
Werner Körte war eines von zehn Kindern des Arztes Friedrich Körte (1818–1914) und seiner Frau Marie, geborene Thaer (1832–1898). Zu seinen Geschwistern zählten der Archäologe Gustav Körte (1852–1917), der Architekt Friedrich Körte (1854–1934), der Maler Martin Körte (1857–1929), der Königsberger Oberbürgermeister Siegfried Körte (1861–1919) und der Klassische Philologe Alfred Körte (1866–1946).
Nach bestandenem Kriegsabitur während des Deutsch-Französischen Krieges im September 1870 meldete er sich als freiwilliger Krankenpfleger in einem Typhuslazarett bei Metz, das unter der Leitung seines Patenonkels Rudolf Virchow stand. Anschließend studierte er von 1871 bis 1874 Medizin an der Friedrich-Wilhelms-Universität Berlin, der Rheinischen Friedrich-Wilhelms-Universität und der Kaiser-Wilhelms-Universität Straßburg. Er wurde Mitglied des Corps Teutonia Bonn. Mit einer Doktorarbeit bei Friedrich Daniel von Recklinghausen wurde er 1875 in Straßburg zum Dr. med. promoviert. Im Bethanienkrankenhaus in Berlin wurde er 1877 bis 1879 durch Robert Friedrich Wilms zum Chirurgen ausgebildet. Während einer Erkrankung Wilms führte er das Krankenhaus kommissarisch bis zum April 1881. Anschließend wirkte er als praktischer Arzt, bis er 1889 zum Direktor des Städtischen Krankenhauses Am Urban ernannt wurde. Körter führte 1907 die erste erfolgreiche Lobektomie an der Lunge durch. Im Jahr 1924 wurde er pensioniert.
Am 1. Mai 1882 heiratete Körte Luise Auguste Delbrück (1861–1941), eine Tochter des Bankiers Adelbert Delbrück.
Ehrenamtlich war er von 1899 bis 1929 Schriftführer der Deutschen Gesellschaft für Chirurgie. Er wurde ihr Präsident und Ehrenvorsitzender. Von 1914 bis 1929 war er Vorsitzender der Berliner Chirurgischen Gesellschaft, zu deren Ehrenvorsitzender er ernannt wurde.

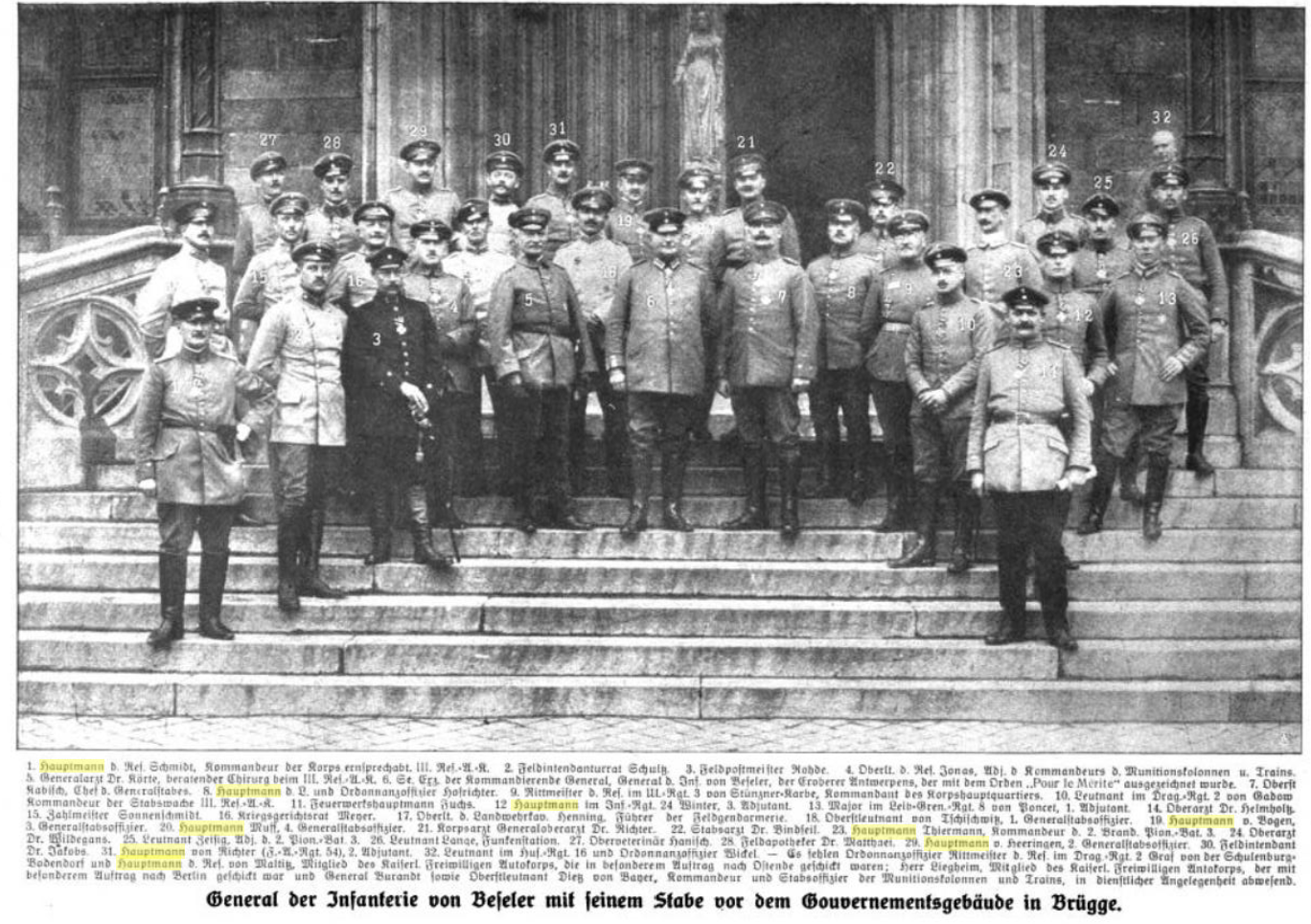
Generalarzt Dr. Körte (Nr. 5) als Mitglied des Stabes des Generaloberst Hans von Beseler in Belgien, 1914

Im Ersten Weltkrieg wurde er als beratender Chirurg und Generalarzt der Reserve reaktiviert und diente an der West- und Ostfront im Felde und gegen Ende des Krieges in Feld- und Kriegslazaretten.
Beigesetzt wurde er im Familiengrab auf dem Friedhof der Dorotheenstädtischen und Friedrichswerderschen Gemeinden in Berlin-Mitte.

## Ehrungen
- Adlerschild des Deutschen Reiches mit der Prägung DEM HERVORRAGENDEN CHIRURGEN (21. Oktober 1933)[6]
- Körtestraße in Berlin-Kreuzberg
- Die Deutsche Gesellschaft für Chirurgie vergibt die Werner-Körte-Medaille in Gold und Silber.[7]

## Schriften (Auswahl)

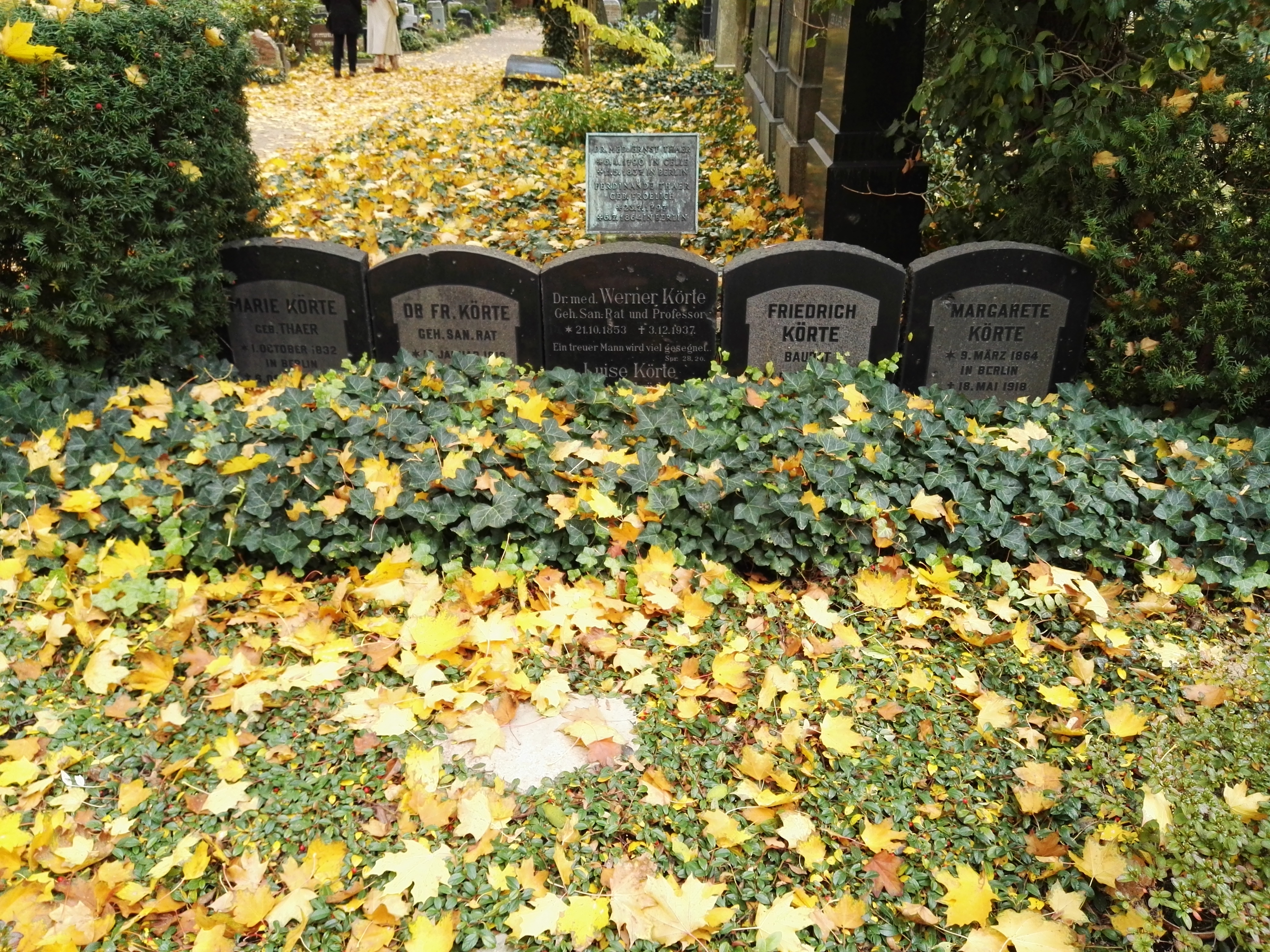
Grabstätte Körtes

- Ueber die Chirurgie der Gallenwege und der Leber. In: Sammlung klinischer Vorträge. Neue Folge 40, 1892, S. 243–274.
- Zur chirurgischen Behandlung der Pankreaseiterungen und der Pankreasnekrose. In: Archiv für klinische Chirurgie. Band 48, 1894, S. 720 ff.
- Zur chirurgischen Behandlung der Geschwülste der Ileocoekalgegend. In: Deutsche Zeitschrift für Chirurgie. Band 40, 1895, S. 523 ff.
- Die chirurgischen Krankheiten und die Verletzungen des Pankreas. In: Ernst von Bergmann, Paul von Bruns (Hrsg.): Deutsche Chirurgie. Lieferung 45, Stuttgart 1898.
- Beitrag zur chirurgischen Behandlung der Pankreas-Entzündungen, nebst Experimenten über Fettgewebs-Nekrose. Berlin 1896.
- Über die Behandlung brandiger Brüche. In: Zentralblatt für Chirurgie. Band 16, 1896.
- Erfahrungen über die operative Behandlung der malignen Dickdarmgeschwülste. In: Archiv für klinische Chirurgie. Band 61, 1900, S. 403 ff.
- Rudolf Virchows Unfall und Krankheit. In: Berliner Klinische Wochenschrift. 1902.
- Beiträge zur Chirurgie der Gallenwege und der Leber. 1905.
- Die Chirurgie des Pankreas. In: Ernst von Bergmann, Paul von Bruns (Hrsg.): Handbuch der praktischen Chirurgie. Band 3. 4. Auflage. Stuttgart 1913, S. 753 ff.
- Über entzündliche Geschwülste am Darm. In: Archiv für klinische Chirurgie. Band 118, 1921, S. 138 ff.
- Verletzungen und chirurgische Krankheiten der Leber, der Gallenblase, des Pankreas und der Milz. Leipzig 1922.
- Chirurgie des Bauches. In: K. Garré, H. Küttner, E. Lexer (Hrsg.): Handbuch der Praktischen Chirurgie. 5. Auflage. Band III, 1, 1923.
- Die Chirurgie des Peritoneums. Stuttgart 1927.
- Erinnerungen aus dem Welt-Kriege 1914 bis 1918. Für die Familie zusammengestellt und als Manuskript gedruckt. Springer, Berlin 1929.